# Bremanger
Gmina Bremanger (norw. Bremanger kommune) – norweska gmina leżąca w regionie Sogn og Fjordane. Jej siedzibą jest miasto Svelgen.
Bremanger jest 132. norweską gminą pod względem powierzchni.

## Demografia
Według danych z roku 2005 gminę zamieszkuje 4031 osób. Gęstość zaludnienia wynosi 4,85 os./km². Pod względem zaludnienia Bremanger zajmuje 227. miejsce wśród norweskich gmin.
| ludność stan na 1 stycznia 2005 |         |           |       |
|                                 | kobiety | mężczyźni | razem |
| osób                            | 2082    | 1949      | 4031  |
| %                               | 51,65%  | 48,35%    | 100%  |

| wykształcenie stan na 1 października 2004 |            |         |        |          |
|                                           | podstawowe | średnie | wyższe | nieznane |
| osób                                      | 902        | 1838    | 385    | 93       |
| %                                         | 28,03%     | 57,12%  | 11,96% | 2,89%    |

## Edukacja
Według danych z 1 października 2004:
- liczba szkół podstawowych (norw. grunnskolar): 7
- liczba uczniów szkół podst.: 527

## Władze gminy
Według danych na rok 2011 administratorem gminy (norw. rådmann) jest Tom Joensen, natomiast burmistrzem (norw. ordfører, d. borgermester) jest Kåre Olav Svarstad.